# Orléans-Straße
Die Orléans-Straße (französisch Canal d’Orléans, auch bekannt als Dallmannstraße) ist eine 30 km lange Meerenge mit nordost-südwestlicher Ausrichtung, welche die Inseln Trinity Island und Tower Island im Palmer-Archipel von der Davis-Küste der Antarktischen Halbinsel trennt.
Wahrscheinlich sichtete der US-amerikanische Seefahrer Nathaniel Palmer am 18. November 1820 diesen Seeweg als Erster. Benannt und in Teilen kartiert wurde er bei der Dritten Französischen Antarktisexpedition (1837–1840) unter der Leitung von Jules Dumont d’Urville. Eine detaillierte Kartierung erfolgte bei der Schwedischen Antarktisexpedition (1901–1903) unter Otto Nordenskjöld. Namensgebend ist vermutlich das Haus Orléans, dessen Abkömmling Louis-Philippe I. zur Zeit von d’Urvilles Forschungsreise König von Frankreich war.